# Polinomis associats de Legendre
En matemàtiques, els polinomis associats de Legendre són les solucions de l'equació associada de Legendre
{\displaystyle (1-x^{2})\,y''-2xy'+\left(\ell [\ell +1]-{\frac {m^{2}}{1-x^{2}}}\right)\,y=0,\,}
o, de forma equivalent,
{\displaystyle ([1-x^{2}]\,y')'+\left(\ell [\ell +1]-{\frac {m^{2}}{1-x^{2}}}\right)\,y=0,\,}
on els índexs ℓ i m (els quals són enters) són, respectivament, el grau i l'ordre del polinomi associat de Legendre. Aquesta equació té solucions diferents de zero que són no singulars en [−1, 1] només si ℓ i m són enters amb 0 ≤ m ≤ ℓ, o amb valors negatius trivialment equivalents. Si a més m és parell, la funció és un polinomi. Quan m és zero i ℓ enter, aquestes funcions són idèntiques als polinomis de Legendre. En general, quan ℓ i m són enters, les solucions regulars de vegades són anomenades "polinomis associats de Legendre", fins i tot quan aquestes no són polinomis en el cas que m sigui imparell. La classe de funcions en el cas general amb valors reals o complexos de ℓ i m s'anomenen funcions de Legendre. En aquest cas els paràmetres s'acostumen a escriure amb lletres gregues.
L'equació diferencial ordinària de Legendre es troba freqüentment en física, a més d'altres camps. En particular, aquesta equació apareix quan se soluciona l'equació de Laplace (o equacions en derivades parcials similars) en coordenades esfèriques. Els polinomis associats de Legendre exerceixen un paper vital en la definició dels harmònics esfèrics.

## Definició per a valors no negatius de ℓ im
Aquestes funcions són denotades com a {\displaystyle P_{\ell }^{m}(x)}, on el superíndex indica l'ordre, i no la potència de P. La seva definició més directa es dona en termes de les derivades dels polinomis de Legendre ordinaris (m ≥ 0) 
{\displaystyle P_{\ell }^{m}(x)=(-1)^{m}(1-x^{2})^{m/2}{\frac {d^{m}}{dx^{m}}}(P_{\ell }(x))}
El factor (−1)m en aquesta fórmula és conegut com la fase de Condon–Shortley. Alguns autors l'ometen. Les funcions descrites per aquesta equació satisfan l'equació diferencial de Legendre donat un paràmetre ℓ, i m indica les vegades que es deriva l'equació de Legendre Pℓ
{\displaystyle (1-x^{2}){\frac {d^{2}}{dx^{2}}}P_{\ell }(x)-2x{\frac {d}{dx}}P_{\ell }(x)+\ell (\ell +1)P_{\ell }(x)=0.}
Com que per la fórmula de Rodrigues
{\displaystyle P_{\ell }(x)={\frac {1}{2^{\ell }\,\ell !}}\ {\frac {d^{\ell }}{dx^{\ell }}}\left[(x^{2}-1)^{\ell }\right],}
Pm
ℓ pot ser expressat de la forma
{\displaystyle P_{\ell }^{m}(x)={\frac {(-1)^{m}}{2^{\ell }\ell !}}(1-x^{2})^{m/2}\ {\frac {d^{\ell +m}}{dx^{\ell +m}}}(x^{2}-1)^{\ell }.}
Aquesta equació permet l'extensió del rang de m a: −ℓ ≤ m ≤ ℓ. Les definicions de Pℓ±m obtingudes d'aquesta expressió per substitució de ±m són proporcionals
{\displaystyle {\frac {d^{\ell -m}}{dx^{\ell -m}}}(x^{2}-1)^{\ell }=c_{lm}(1-x^{2})^{m}{\frac {d^{\ell +m}}{dx^{\ell +m}}}(x^{2}-1)^{\ell },}
amb constant de proporcionalitat
{\displaystyle c_{lm}=(-1)^{m}{\frac {(\ell -m)!}{(\ell +m)!}},}
de manera que
{\displaystyle P_{\ell }^{-m}(x)=(-1)^{m}{\frac {(\ell -m)!}{(\ell +m)!}}P_{\ell }^{m}(x).}

### Notacions alternatives
Les següents definicions alternatives també són usades en la literatura:
{\displaystyle P_{\ell m}(x)=(-1)^{m}P_{\ell }^{m}(x)}

## Ortogonalitat
Assumint que 0 ≤ m ≤ ℓ, aleshores se satisfà la condició d'ortogonalitat, per a un m fix:
{\displaystyle \int _{-1}^{1}P_{k}^{m}P_{\ell }^{m}dx={\frac {2(\ell +m)!}{(2\ell +1)(\ell -m)!}}\ \delta _{k,\ell }}
On {\displaystyle \delta _{k,\ell }} és la delta de Kronecker.
Similarment, també se satisfà la condició de ortogonalitat per a un ℓ fix:
{\displaystyle \int _{-1}^{1}{\frac {P_{\ell }^{m}P_{\ell }^{n}}{1-x^{2}}}dx={\begin{cases}0&{\mbox{si }}m\neq n\\{\frac {(\ell +m)!}{m(\ell -m)!}}&{\mbox{si }}m=n\neq 0\\\infty &{\mbox{si }}m=n=0\end{cases}}}

## mi/o ℓ negatius
L'equació diferencial és clarament invariant sota un canvi de signe de m.
S'ha vist que per a les funcions amb un valor de m negatiu, aquestes han de ser proporcionals a les funcions amb un m positiu:
{\displaystyle P_{\ell }^{-m}=(-1)^{m}{\frac {(\ell -m)!}{(\ell +m)!}}P_{\ell }^{m}}
(Això s'obté de la definició de la fórmula de Rodrigues. Aquesta definició també fa que les diferents fórmules de recurrència funcionin per a valors de m positius o negatius.)
{\displaystyle {\textrm {Si}}\quad {\mid }m{\mid }>\ell \,\quad \mathrm {llavors} \quad P_{\ell }^{m}=0.\,}
L'equació diferencial també és invariant sota un canvi de ℓ a -ℓ − 1, les funcions per a ℓ negatiu són definides per
{\displaystyle P_{-\ell }^{m}=P_{\ell -1}^{m},\ (\ell =1,\,2,\,...)}

## Paritat
Partint de la seva definició, es pot verificar que les funcions associades de Legendre són o bé parelles o senars segons:
{\displaystyle P_{\ell }^{m}(-x)=(-1)^{\ell +m}P_{\ell }^{m}(x)}

## Els primers polinomis associats de Legendre
A continuació es mostren els primers polinomis associats de Legendre, incloent aquells pels quals es tenen valors negatius de m:
{\displaystyle P_{0}^{0}(x)=1}
{\displaystyle P_{1}^{-1}(x)=-{\begin{matrix}{\frac {1}{2}}\end{matrix}}P_{1}^{1}(x)}
{\displaystyle P_{1}^{0}(x)=x}
{\displaystyle P_{1}^{1}(x)=-(1-x^{2})^{1/2}}
{\displaystyle P_{2}^{-2}(x)={\begin{matrix}{\frac {1}{24}}\end{matrix}}P_{2}^{2}(x)}
{\displaystyle P_{2}^{-1}(x)=-{\begin{matrix}{\frac {1}{6}}\end{matrix}}P_{2}^{1}(x)}
{\displaystyle P_{2}^{0}(x)={\begin{matrix}{\frac {1}{2}}\end{matrix}}(3x^{2}-1)}
{\displaystyle P_{2}^{1}(x)=-3x(1-x^{2})^{1/2}}
{\displaystyle P_{2}^{2}(x)=3(1-x^{2})}
{\displaystyle P_{3}^{-3}(x)=-{\begin{matrix}{\frac {1}{720}}\end{matrix}}P_{3}^{3}(x)}
{\displaystyle P_{3}^{-2}(x)={\begin{matrix}{\frac {1}{120}}\end{matrix}}P_{3}^{2}(x)}
{\displaystyle P_{3}^{-1}(x)=-{\begin{matrix}{\frac {1}{12}}\end{matrix}}P_{3}^{1}(x)}
{\displaystyle P_{3}^{0}(x)={\begin{matrix}{\frac {1}{2}}\end{matrix}}(5x^{3}-3x)}
{\displaystyle P_{3}^{1}(x)=-{\begin{matrix}{\frac {3}{2}}\end{matrix}}(5x^{2}-1)(1-x^{2})^{1/2}}
{\displaystyle P_{3}^{2}(x)=15x(1-x^{2})}
{\displaystyle P_{3}^{3}(x)=-15(1-x^{2})^{3/2}}
{\displaystyle P_{4}^{-4}(x)={\begin{matrix}{\frac {1}{40320}}\end{matrix}}P_{4}^{4}(x)}
{\displaystyle P_{4}^{-3}(x)=-{\begin{matrix}{\frac {1}{5040}}\end{matrix}}P_{4}^{3}(x)}
{\displaystyle P_{4}^{-2}(x)={\begin{matrix}{\frac {1}{360}}\end{matrix}}P_{4}^{2}(x)}
{\displaystyle P_{4}^{-1}(x)=-{\begin{matrix}{\frac {1}{20}}\end{matrix}}P_{4}^{1}(x)}
{\displaystyle P_{4}^{0}(x)={\begin{matrix}{\frac {1}{8}}\end{matrix}}(35x^{4}-30x^{2}+3)}
{\displaystyle P_{4}^{1}(x)=-{\begin{matrix}{\frac {5}{2}}\end{matrix}}(7x^{3}-3x)(1-x^{2})^{1/2}}
{\displaystyle P_{4}^{2}(x)={\begin{matrix}{\frac {15}{2}}\end{matrix}}(7x^{2}-1)(1-x^{2})}
{\displaystyle P_{4}^{3}(x)=-105x(1-x^{2})^{3/2}}
{\displaystyle P_{4}^{4}(x)=105(1-x^{2})^{2}}

## Fórmules de recurrència
Aquestes funcions tenen algunes propietats de recurrència:
{\displaystyle (\ell -m+1)P_{\ell +1}^{m}(x)=(2\ell +1)xP_{\ell }^{m}(x)-(\ell +m)P_{\ell -1}^{m}(x)}
{\displaystyle 2mxP_{\ell }^{m}(x)=-{\sqrt {1-x^{2}}}\left[P_{\ell }^{m+1}(x)+(\ell +m)(\ell -m+1)P_{\ell }^{m-1}(x)\right]}
{\displaystyle {\frac {1}{\sqrt {1-x^{2}}}}P_{\ell }^{m}(x)={\frac {-1}{2m}}\left[P_{\ell -1}^{m+1}(x)+(\ell +m-1)(\ell +m)P_{\ell -1}^{m-1}(x)\right]}
{\displaystyle {\frac {1}{\sqrt {1-x^{2}}}}P_{\ell }^{m}(x)={\frac {-1}{2m}}\left[P_{\ell +1}^{m+1}(x)+(\ell -m+1)(\ell -m+2)P_{\ell +1}^{m-1}(x)\right]}
{\displaystyle {\sqrt {1-x^{2}}}P_{\ell }^{m}(x)={\frac {1}{2\ell +1}}\left[(\ell -m+1)(\ell -m+2)P_{\ell +1}^{m-1}(x)-(\ell +m-1)(\ell +m)P_{\ell -1}^{m-1}(x)\right]}
{\displaystyle {\sqrt {1-x^{2}}}P_{\ell }^{m}(x)={\frac {1}{2\ell +1}}\left[P_{\ell -1}^{m+1}(x)-P_{\ell +1}^{m+1}(x)\right]}
{\displaystyle {\sqrt {1-x^{2}}}P_{\ell }^{m+1}(x)=(\ell -m)xP_{\ell }^{m}(x)-(\ell +m)P_{\ell -1}^{m}(x)}
{\displaystyle {\sqrt {1-x^{2}}}P_{\ell }^{m+1}(x)=(\ell -m+1)P_{\ell +1}^{m}(x)-(\ell +m+1)xP_{\ell }^{m}(x)}
{\displaystyle {\sqrt {1-x^{2}}}{P_{\ell }^{m}}'(x)={\frac {1}{2}}\left[(\ell +m)(\ell -m+1)P_{\ell }^{m-1}(x)-P_{\ell }^{m+1}(x)\right]}
{\displaystyle (1-x^{2}){P_{\ell }^{m}}'(x)={\frac {1}{2\ell +1}}\left[(\ell +1)(\ell +m)P_{\ell -1}^{m}(x)-\ell (\ell -m+1)P_{\ell +1}^{m}(x)\right]}
{\displaystyle (x^{2}-1){P_{\ell }^{m}}'(x)={\ell }xP_{\ell }^{m}(x)-(\ell +m)P_{\ell -1}^{m}(x)}
{\displaystyle (x^{2}-1){P_{\ell }^{m}}'(x)={\sqrt {1-x^{2}}}P_{\ell }^{m+1}(x)+mxP_{\ell }^{m}(x)}
{\displaystyle (x^{2}-1){P_{\ell }^{m}}'(x)=-(\ell +m)(\ell -m+1){\sqrt {1-x^{2}}}P_{\ell }^{m-1}(x)-mxP_{\ell }^{m}(x)}
Algunes identitats útils (valors inicials per a la primera recursió):
{\displaystyle P_{\ell +1}^{\ell +1}(x)=-(2\ell +1){\sqrt {1-x^{2}}}P_{\ell }^{\ell }(x)}
{\displaystyle P_{\ell }^{\ell }(x)=(-1)^{l}(2\ell -1)!!(1-x^{2})^{(l/2)}}
{\displaystyle P_{\ell +1}^{\ell }(x)=x(2\ell +1)P_{\ell }^{\ell }(x)}
on !! és el doble factorial.